# Гальперин, Юрий Александрович
Юрий Александрович Гальперин (род. 12 июля 1947, Ленинград, СССР) — русский прозаик.

## Биография
Родился в Ленинграде 12 июля 1947 года в семье джазового музыканта.
Получив аттестат о среднем образовании, поступил в Ленинградский электротехнический институт связи (ЛЭИС). После первого курса, в 1966 году был призван в армию. Служил в Заполярье. Демобилизовавшись, в 1970 году поступил на исторический факультет ЛГУ и в 1976-м окончил его.
В 1978 году женился на швейцарской славистке Терез-Мадлен Ролье и через год уехал в Швейцарию. До 2007 года работал в Историческом музее Берна.

## Творчество
Первый рассказ написал в 1964 году. Печататься начал спустя три года, во время службы в армии. Публикации выходили в одной из газет Мончегорска. Ранние рассказы были также опубликованы в 1971 году в альманахе «Молодой Ленинград». Остальные напечатаны намного позже. С 1980 по 1984 годы журнал «Континент» опубликовал «В этой жизни», «Болезнь», «За окном и под окнами». В «Стрельце» вышли «Странный Боб» и «Утром». Газета «Русская мысль» напечатала «В ожидании особенного», «На сон грядущий» и др.
В 1972 году в Ленинградском ТЮЗе поставлена пьеса Гальперина «Шёл мальчишке тринадцатый год». Написанная им под псевдонимом К. Бегалин в соавторстве с Евгением Белодубровским, она посвящена становлению советской власти. Спектакль шёл с аншлагом несколько лет.
В 1975—76 годах сотрудничал с журналом «Костёр». С 1975 по 1978 годы рецензировал прозу в журнале «Звезда». Участвовал в самиздатском сборнике «Лепрозорий-23: Опыт современной прозы» (1976).
В 1970-е, живя в России, пытался опубликовать повести «Наполнение» (1973), романы «Играем блюз» (1974) и «Мост через Лету» (1975). Но на родине они вышли лишь в 1990-е. До того, в 1982 году «Мост через Лету» напечатан в Лондоне, «Играем блюз» — в 1983-м в Нью-Йорке. В 1983 году написан и в 1987-м опубликован роман «Русский вариант». В немецком переводе роман получил заглавие Leschakov. Там же, в Швейцарии, были написаны повести «Летняя пристань зимой», «Чужая зима», рассказы «Лопарский поселок», «Сукин сын», многочисленные статьи и эссе.
В эмиграции печатался в газете «Русская мысль», журналах «Континент», «Эхо», «Стрелец», «Новый американец», альманахах «Черновик» и «Третья волна». С 1989 года произведения Гальперина публикуются и в российских периодических изданиях. Среди них журналы «Нева», «Искусство кино», «Столица», «Волга», «Дружба народов», газеты «Смена», «Невское время», «Литератор». Проза переведена на немецкий, французский, английский, венгерский и др. языки.
В 1987 году во Фрибургском университете организовал литературную конференцию «Поверх барьеров — новая проза». В 1998 году представлял литературу писателей-иммигрантов на Франкфуртской книжной ярмарке. По инициативе Гальперина в России впервые было издано творческое наследие Л. Добычина: воспоминания и статьи о писателе (СПб., 1996) и «Полное собрание сочинений и писем» (СПб., 1999).
Исследователь современной российской литературы Елена Скарлыгина относит Гальперина к заметным фигурам в литературе третьей волны эмиграции.
Произведения автора включены в словарь мировой литературы (Kindler Neues Literatur Lexikon. 1998. Band 21. Supplement A-K.) и «Лексикон русской литературы XX века» Вольфганга Казака. В 2003 году в Германии отдельной книгой вышла диссертация У. Ланге «Воспоминания в метафикциональных произведениях Бориса Хазанова и Юрия Гальперина».
По словам самого писателя, автобиографичность используется в его прозе как художественный прием. Реалии судьбы, если они воплощаются не в событиях действительности, а в удачно найденных словах, способны стать элементами новой реальности, сотворенной в процессе сочинительства и тем более органичной, чем естественнее автору удаётся прожить свою «словесную судьбу»; тогда как реализм — всего лишь «фокус, потому что проза обладает свойствами концентрировать ту самую правду, которая в житейской ситуации могла бы показаться литературой» (из интервью газете «Русская мысль». 1984. № 3519).
Именно такая ситуация описана в автобиографическом эссе «Отступление в бесконечность»: «Почти двадцать лет назад …я познакомился со студенткой из Берна. <…> Юная славистка занималась современной прозой, интересовалась новыми именами. От известного московского автора она слышала о молодом писателе из Питера, у которого уважаемый мэтр позаимствовал несколько деталей и эпизодов — не пропадать же добру, ведь печатать его все равно не будут. Она рассказала мне... обо мне. Красивая история, хоть садись и пиши».
В этом, опубликованном в 1998 году, но не утратившем своей актуальности эссе, автор рассуждает о своем литературном поколении (поколении «наследников победителей», которому на родине довелось провести «голодную писательскую молодость в атмосфере психологического гетто подпольной культуры», а в эмиграции испытать «амбиции славистов и разобщенность эмигрантов, страдающих комплексом Курбского») и о современном обществе «обоготворенного ratio», где люди «не задумываясь меняют принципы на приоритеты», а культура находится под сильнейшим давлением «диктатуры рынка».
По мнению писателя, эта диктатура грозит человечеству губительными этическими, психологическими и социальными последствиями. В частности, именно её влиянием можно объяснить бурное развитие «экстравертного искусства», которое «использует острые звуки, немыслимые материалы, экстравагантные сюжеты, но рассчитано на короткую встречу, обусловленную рыночным механизмом».

### Премии
- премия имени Владимира Даля (1981)
- Бернская премия (1991, 1997)
- специальный приз правительства Москвы на Международном форуме «Зарубежная диаспора» в Москве (2003)

### Книги
- «Мост через Лету», London, 1982 (роман). Вольганг Казак характеризовал роман как одновременно и «литературное описание реальности художественного вымысла», и изображение действительности, и литературное создание новой действительности, а также единство и взаимообусловленность всего вышеназванного. Подзаголовок романа — «Практика прозы» — значим для понимания не только сюжета книги, но и художественного метода автора. По мнению Виолетты Иверни, «практика прозы — это …жизнь в прозе, существование в прозе, в литературе, в искусстве, в творчестве». Сюжет (сведенный до минимума) повествует о писателе (Авторе), который пишет книгу о другом герое (Писателе). Причем в обоих случаях речь ведется от первого лица. Таким образом, «каждый включает другого в сферу своего реального существования. Основным приемом книги становится «зеркальная перспектива». Над обоими героями стоит ещё один — тоже герой, тоже автор, тоже писатель — сам создатель повествования. Иверни замечает, что главным персонажем «Моста через Лету» является, в сущности, само писательское ремесло. Литература, которая «и есть жизнь, особая форма жизни», «особая форма существования Духа». Причем читатель книги становится её сотворцом. За роман «Мост через Лету» писатель получил литературную премию имени Даля и Книжную премию Берна.
- «Играем блюз», Paris, New York, 1983 (роман). Говоря о стилистике романа «Играем блюз», критики также отмечают «метод обратной перспективы, непрямых касаний, плавного перетекания из темы в тему» (Кира Сапгир) и важность темы прошлого, которое «врывается в настоящее героев, …но не повторяется, ибо все время предстает в ином ракурсе» (Александр Глезер). Вольганг Казак обращает внимание, что в этом романе находит свое продолжение тема «маленького человека, воплощающего русский вариант жизни». Точнее, вариант судьбы русского интеллигента, характерный для эпохи застоя. Текст развивается в двух направлениях: воспоминания рассказчика обрамлены сценами, в которых прошлое постоянно перетекает в настоящее. Благодаря этому, как отмечает профессор университета Санкт-Галлена Ульрих Шмид, писателю удается создать двухуровневый текст («В каждом моменте книжного настоящего мелькает тень прошлого», и перед читателем предстает «партитура всех жизненных чувств, в которой звуки дня сегодняшнего сливаются со звуками дня вчерашнего в одном многоголосом аккорде»). По оценке Шмида, автор романа «Играем блюз» «не отражает реальную действительность и не сочиняет ее. Истинным оказывается лишь то, что чуткий читатель сумеет расслышать в шелесте слов. То, что породит его собственная фантазия», поскольку «литература как таковая у Гальперина подобна музыке: без талантливого исполнения нота — как и буква без вдумчивого прочтения — останется лишь каплей типографской краски на бумаге».
- «Русский вариант», Берн, 1987 (роман). В романе «Русский вариант» (Leschakov) писатель развенчивает миф о главенстве идеологии. Главный герой чувствует себя рабом, пленником, изнемогающим под её властью, и потому ищет освобождения в отрицании любой веры. Это новое знание он и собирается нести человечеству, для чего изготавливает несколько тысяч листовок с призывом: «Не верьте ни во что, никому, никогда, нигде, ни за что, ни при каких обстоятельствах!» Роман, язык которого рецензенты, отмечая незаурядное мастерство Гальперина, называют ироничным, изобилующим словесными ловушками, иногда откровенно глумливым (Кристиан Kеллер), отчасти даже пародийным (Ильма Ракуза), с отсылками к Горькому и Достоевскому, с тонко продуманными деталями (Андрей Урицкий), начинается как фарс, а заканчивается как трагедия. Горький русский вариант, возникший на закате СССР, заключается в том, что «выхода нет». Рассуждая о том, что у русского интеллигента существует лишь одна «грустная альтернатива», которую один из героев определяет как «рабство или смерть», а другой — «вера или воля», и «третьего не дано», персонажи приходят к выводу: «Третьего не дано. <…> Да и первого нет. Для нас во всяком случае. Исключенный вариант <…> Наш вариант, он без вариантов <…> Податься некуда. Одно слово, русский вариант». Примечательно, что западные слависты резко разошлись в оценке главного героя романа. Если одни полагают, что Лешаков продолжает галерею «маленьких людей», героев Гоголя и Достоевского (И. Ракуза), то другие считают, что Гальперин исследует генеалогию «лишних людей», поскольку главный персонаж представляет собой позднесоветский вариант подобного литературного образа. Так, К. Kеллер оценивает инженера Лешакова как «воплощенную посредственность», чья трагедия состоит в безуспешности попыток осознать свое предназначение, которое он видит в том, чтобы «жить в России и стать каплей, долбящей камень». По мнению критика, в русской литературе, не испытывающей недостатка в трагических героях, ещё не было персонажа, который с таким неумолимым упорством демонстрировал бы собственную смехотворность. За роман в 1997 году писатель получил Книжную премию Берна.